# Schloss Klanin

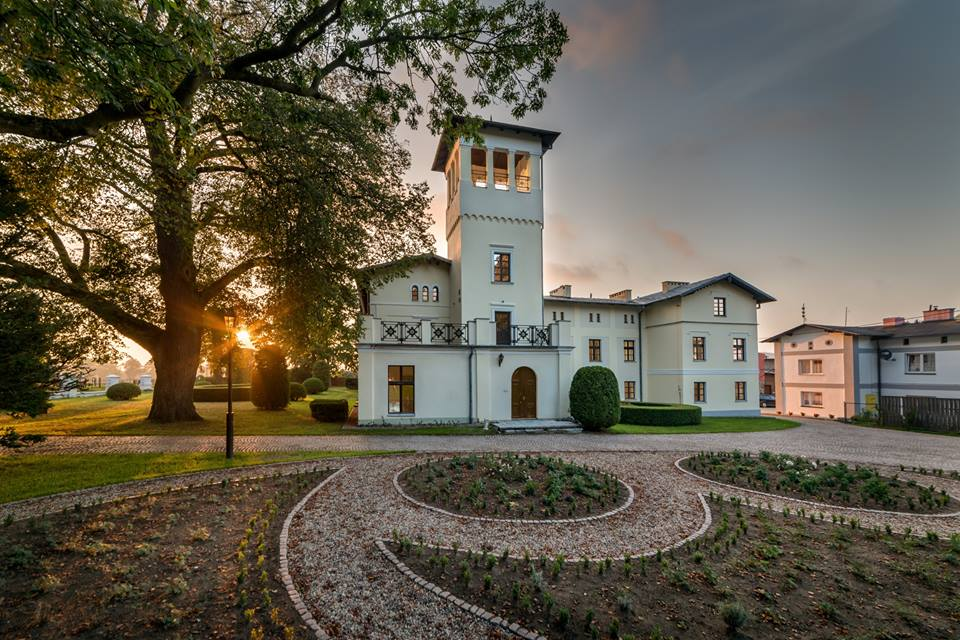
Schloss Klanin

Schloss Klanin (polnisch Pałac w Kłaninie) ist ein Schloss in Kłanino, Powiat Pucki (Kreis Puck), Woiwodschaft Pommern.

## Geschichte
Das Gut, 1285 erstmals erwähnt, war im Besitz der Kłanickis, Klińskis, Lobudzkis, Łątowskis, dann der Janowskis und der Ustarbowskis. Ab 1838 waren die von Grass-Klanin Eigentümer. Das heutige Schloss wurde im 17. Jahrhundert erbaut. 

## Bauwerk
Im westlichen Teil befinden sich zwei nach Plänen von André Lambert ausgeführte Bankettsäle. Das ehemalige Esszimmer ist heute ein Restaurant. Bemerkenswert ist die erhaltene Danziger Diele, eine der vermutlich nur fünf erhaltenen derartigen Dielen, die im 17. und 18. Jahrhundert typisch für Danziger Patrizierhäuser waren. Ebenso sind Danziger Dielenschränke erhalten und eine Wendeltreppe, die Leopold von Grass 1886 aus einem Haus in der Danziger Matzkauschegasse aus- und im Schloss einbauen hatte lassen, zusammen mit gediegenen Danziger Möbeln. Diese wurden in Folge des Zweiten Weltkriegs bei Plünderungen zerstört. Die Treppe kam zurück nach Danzig in das Neue Schöffenhaus (Now Dom Lawy) direkt nehen dem Artushof. Die heutige Wendeltreppe stammt aus dem Bürgerhaus in der Jopengasse (heute: Piwan) 8, die 1944 hier in Sicherheit gebracht wurde.
Neben dem Schloss ist ein kleiner Park angelegt, in dem sich seltene Bäume befinden. Bemerkenswert ist der Wasserturm, der das Schloss bis in die 1950er mit Wasser versorgte.